# Territoire de Kalapani
Pour les articles homonymes, voir Kalapani.
Le territoire de Kalapani est le nom donné à une petite portion de l'Himalaya à la frontière entre l'Inde et le Népal. Si le territoire est administré par l'Inde au sein du district de Pithoragarh de l'état de l'Uttarakhand, le Népal le revendique depuis 1997 comme faisant partie du district de Darchula dans la province de Sudurpashchim.

## Histoire

Carte montrant l'extrémité occidentale du territoire népalais en noir : le crochet au nord tient compte des revendications népalaises depuis 2020 sur le territoire de Kalapani et la rive gauche de la rivière Kuti Yankti.

Les différends frontaliers dans la région prennent leur source au XIXe siècle. Entre la fin du XVIIIe siècle et le début du XIXe siècle, le nord du sous-continent indien assiste à l'essor simultané de deux États expansionnistes, les Indes britanniques dans la plaine indo-gangétique et le royaume du Népal dans les montagnes himalayennes. Ainsi, les royaumes de l'Himalaya occidental sont conquis ou agressés par le Népal, tandis que les royaumes et principautés de la plaine indo-gangétique occidentale sont sous influence sinon conquis par la Compagnie britannique des Indes orientales. Des chefs d'État de royaumes himalayens occidentaux, alors absorbés par l'expansionnisme gorkha, sollicitent une intervention de la nouvelle puissance émergente britannique afin de recouvrer leur souveraineté. De même, des raisons stratégiques et commerciales inhérentes à la Compagnie, ainsi que la situation de voisinage inévitable avec le Népal, amènent ces deux puissances à un conflit, les guerres anglo-népalaises, qui se concluent avec la signature du traité de Sugauli en 1816. Ce traité définit les frontières entre les Indes britanniques et le royaume du Népal et acte notamment la cession par ce dernier aux britanniques de certains territoires conquis lors de sa phase expansionniste en Himalaya occidental. Ces territoires transférés couvrent plus-ou-moins l'intégralité de l'actuel état indien de l'Uttarakhand ainsi que le sud-ouest de l'actuel Himachal Pradesh, et étaient initialement gouvernés par des royaumes tels que le Sirmaur, le Garhwal ou le Kumaon, dont les contours servaient à la revendication britannique.
Le secteur de Kalapani, situé aux sources de la vallée de la Kali ou Sharda, est historiquement sous la domination du royaume de Kumaon, envahi par le Népal, et plus tard laissé par ce dernier aux Britanniques, qui en ont le contrôle effectif et le transmettent à l'Inde indépendante. Néanmoins, des désaccords sur la limitation de la frontière, fixée par le traité de Sugauli à la démarcation de la rivière Kali, émergent assez tôt, bien que non virulents. Les Britanniques ayant notamment un temps contrôlé les deux rives de la Kali, sur la base que la vallée était intégralement un territoire de l'ancien royaume du Kumaon. Les Népalais contestent cela en se rapportant au traité qui accorde à ces derniers le contrôle de la rive orientale et réussissent à défendre leur intérêt. Le différend subsistant sur cette frontière n'est alors plus que limité à la haute-vallée de la Kali, dont la source exacte du cours d'eau est sujet de discorde, les Népalais la fixant bien plus à l'ouest que les Britanniques et les Indiens, tandis que ces derniers ont toujours maîtrisé le territoire selon leur position.
En 2020, le gouvernement népalais publie des cartes sur lesquelles la frontière adopte un nouveau tracé : si le territoire de Kalapani est toujours revendiqué, la zone est agrandie, incluant la rive gauche de la rivière Kuti Yankti jusqu'au col de Limpiyadhura.

## Référence
- (en) Cet article est partiellement ou en totalité issu de l’article de Wikipédia en anglais intitulé « Kalapani territory » (voir la liste des auteurs).